# Riccardo Morandotti
Riccardo Morandotti, né le 18 septembre 1965, à Milan, en Italie, est un ancien joueur italien de basket-ball. Il évolue au poste d'ailier fort.

## Palmarès
- Vainqueur de l'Euroligue 1998
- Champion d'Italie 1993, 1994, 1995, 1998
- Vainqueur de la coupe d'Italie 1991